# نووی آول
نووی آول (به لاتین: Novy Aul) یک منطقهٔ مسکونی در روسیه است که در شهرستان محرم‌کند واقع شده‌است.